# Venturi Buckeye Bullet 3.0

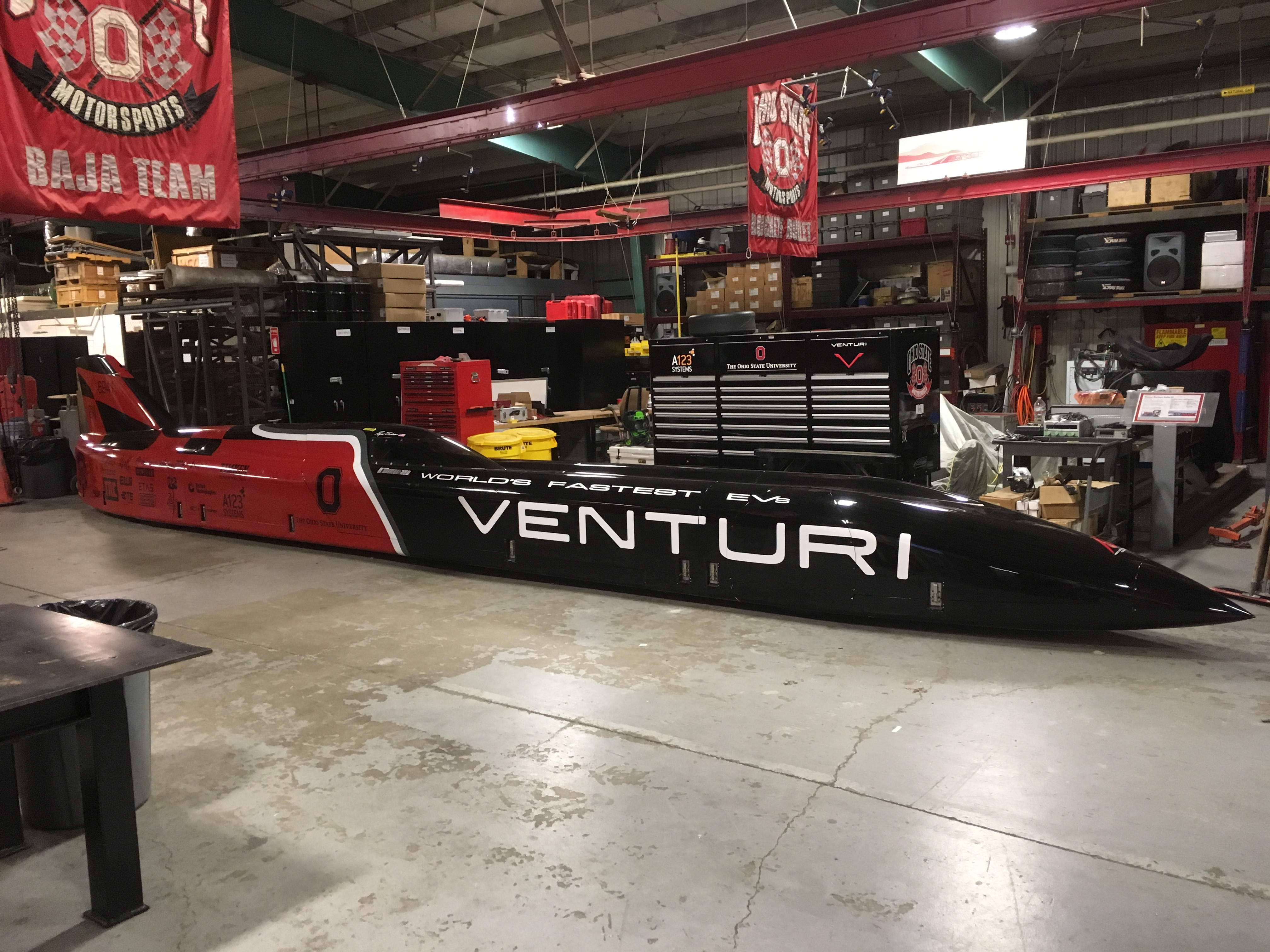
Buckeye Bullet 3.0 im Februar 2017 in Columbus/Ohio

Der Venturi Buckeye Bullet 3.0 (VBB3) ist ein US-amerikanischer Rekordwagen, mit dem der Berufsrennfahrer Roger Schroer im September 2016 auf den Bonneville Flats einen Geschwindigkeitsrekord für Elektrofahrzeuge aufstellte. Er gilt als das leistungsstärkste jemals gebaute Elektroautomobil.
Der VBB3 ist ein Elektrofahrzeug mit vier Motoren, die zusammen 1544 kW (2100 PS) leisten und den Wagen auf eine Geschwindigkeit von bis zu 800 km/h bringen sollen. Hauptsponsor und Motorenlieferant des an der Ohio State University angesiedelten Entwicklungsteams ist der Automobilhersteller Venturi Automobiles. Benannt ist das Fahrzeug nach der Ohio-Rosskastanie.
Verbessert werden sollte 2013 zunächst der von Schroer im August 2010 für Elektrofahrzeuge aufgestellte Rekord von 495 km/h, und dabei möglichst die Marke von 400 mph (643 km/h) überboten. Fallen sollte im folgenden Jahr anschließend Don Vescos mit dem Turbinator aufgestellter Geschwindigkeitsrekord für radgetriebene Landfahrzeuge von 739 km/h.
Die 4-poligen Asynchronmaschinen arbeiten in einem Drehzahlbereich von 0–10.500 min−1 und taugen zu maximal 12.000 min−1. Ihre elektrische Energie beziehen die Motoren von einer Batterie aus zusammen 2000 Lithium-Eisenphosphat-Zellen. Ein modifizierter Wechselrichter dient zum Umrichten der Gleichspannung in eine Wechselspannung brauchbarer Höhe und Frequenz. Der Wagen hat einen Rohrrahmen aus Chrom-Molybdän-Stahl („Space frame“), der Rest besteht größtenteils aus kohlenstofffaserverstärktem Kunststoff. Insgesamt ergibt sich ein Gewicht von mehr als 3000 kg. Die elf Meter lange Karosserie wurde mit Computermodellen optimiert, nicht jedoch im Windkanal.
Nachdem Hochwasser im Jahr 2013 alle Versuche vereitelt hatte, kam man bei ersten Tests am 22. August 2014 auf eine mittlere Geschwindigkeit aus zwei Läufen von 342,17 km/h. Die Fédération Internationale de l’Automobile erkannte dies als neuen Rekord in der Kategorie A Gruppe VIII Klasse 8 für Elektrofahrzeuge über 3,5 Tonnen an. Auch 2015 war nach einem verregneten Sommer die Strecke nicht in einem optimalen Zustand. Trotzdem kam das Fahrzeug auf eine mittlere Geschwindigkeit von 386,75 km/h – neuer Rekord. Roger Schroer meinte, in elf Jahren sei er auf den Bonneville Saltflats noch nie unter derartig schwierigen Bedingungen gefahren. Der Wagen schlingerte auf dem noch feuchten Salz, die Unebenheiten verursachten Risse in Schweißnähten und ein Kühlmitteltank in der Wagenfront brach. Trotzdem war das Team gewiss, unter guten Bedingungen das angestrebte Ziel erreichen zu können.
Am 19. September 2016 gelang es: Mit 549,4 km/h (mittlere Geschwindigkeit) überbot Roger Schroer seinen eigenen Rekord aus 2010 deutlich. Die Höchstgeschwindigkeit lag bei rund 576 km/h. Zwar nicht den FIA-Kriterien entsprechend, doch zumindest den US-Standards: Am 1. Oktober 2021 erreichte der von Eric Ritter gefahrene Wagen Little Giant des Team Vesco am gleichen Ort 568 km/h (322 mph), was einen neuen nationalen Rekord für Elektrofahrzeuge bedeutet.